# Gabriela Contreras
Gabriela Contreras (Melipilla, 1983) es una escritora chilena. Entre las temáticas recurrientes de su obra se encuentran la diversidad corporal, el lesbofeminismo, el racismo y la migración.

## Trayectoria
Su primera obra fue el poemario Leporina, publicado en 2012 por la Editorial Moda y Pueblo. A este le siguieron Subterránea (2014) y Humedales (2017), esta última publicada en México.
En 2022 publicó Caguama, escritos de una lesbiana gorda, obra en que mezcla la narrativa y la poesía para contar la historia de una mujer lesbiana que viaja al extranjero en busca de un amor.
Junto a la performer mexicana La Bala Rodríguez, publicó en 2023 el poemario Geografías desobedientes, en el que incluyeron fotografías de ambas desnudas tomadas por la fotógrafa Patricia Águila y en el que exploran la disidencia sexual y los cuerpos gordos.
Del lado editorial, fue la creadora de la Editorial FEA (Feminismo/Estrías/Autogestión), que centra sus publicaciones en la exploración poética de las disidencias sexuales y corporales.

## Obras
- Leporina (2012)
- Subterránea (2014)
- Humedales (2017)
- Caguama, escritos de una lesbiana gorda (2022)
- Geografías desobedientes (2023), con La Bala Rodríguez